# Comités internacionales de campos de concentración

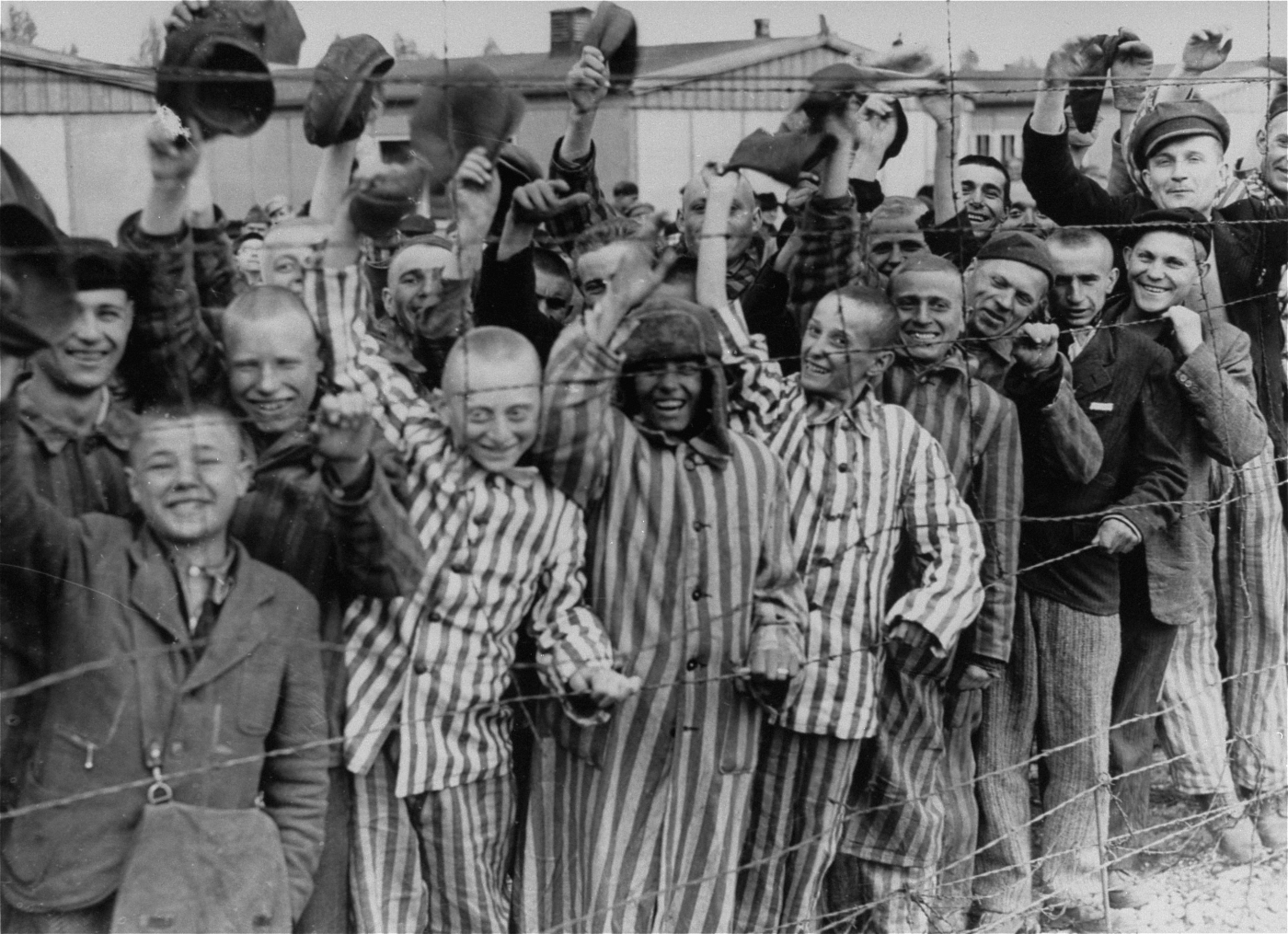
Jóvenes y viejos sobrevivientes en Dachau celebrana su liberación

Los comités internacionales de campos de concentración son organizaciones compuestas por antiguos prisioneros de varios campos de concentración nazis, formadas en distintos momentos, principalmente después de la Segunda Guerra Mundial. Aunque la mayoría de los sobrevivientes han fallecido desde entonces y los que aún viven suelen ser octogenarios, los comités siguen estando activos.

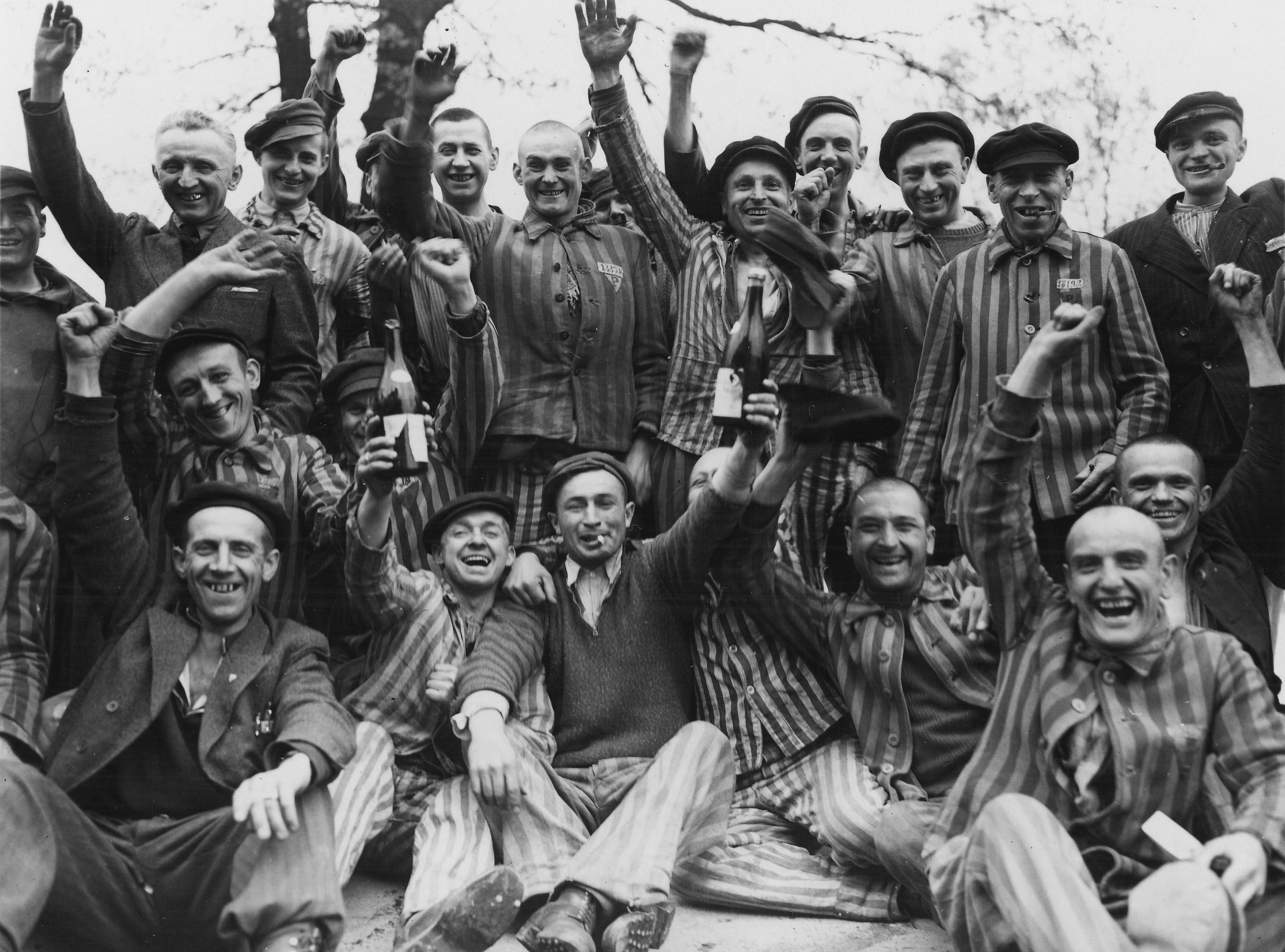
Prisioneros polacos en el campo de concentración nazi de Dachau, en Alemania, celebran con alegría su liberación.

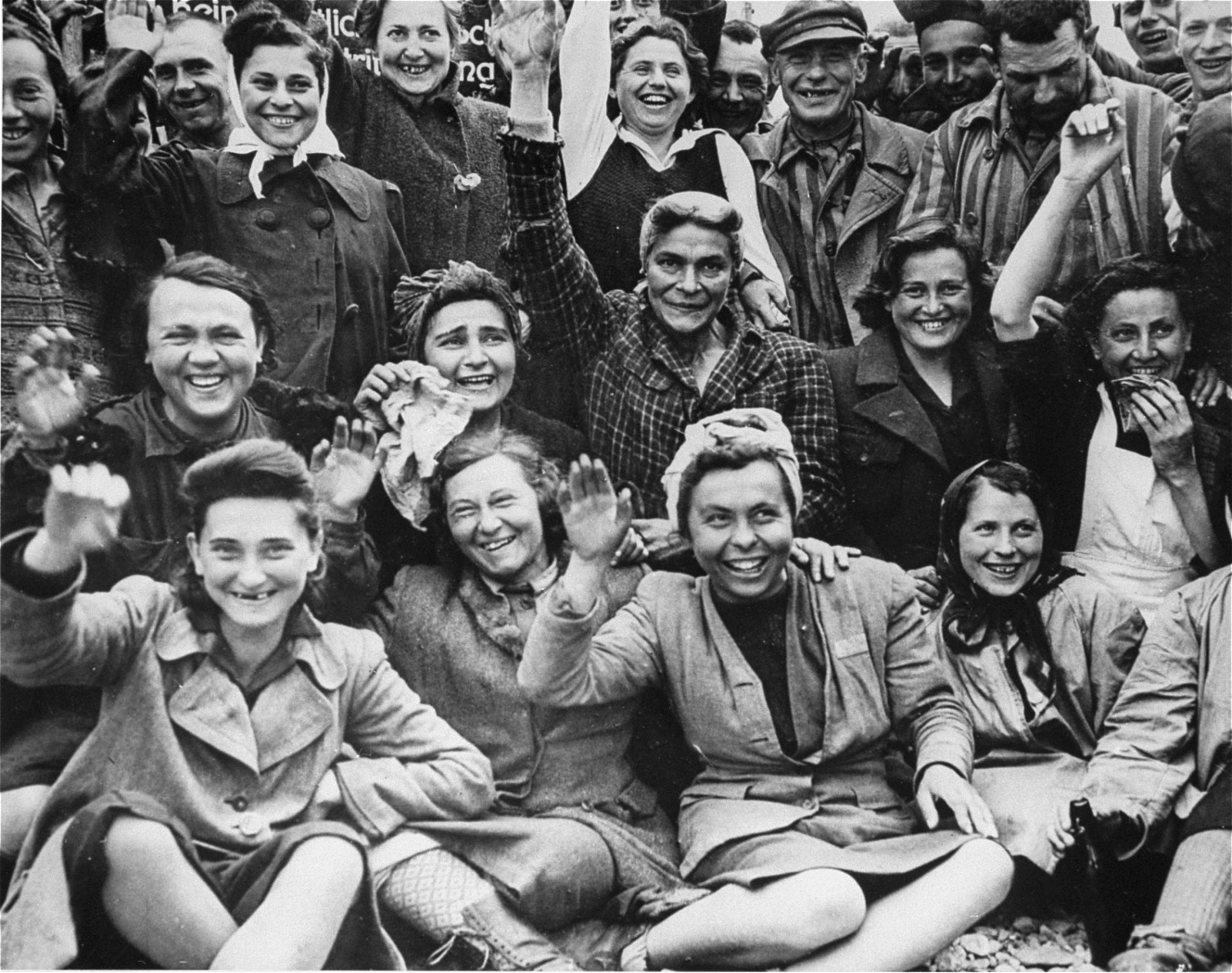
Las prisioneras liberadas en Dachau durante su liberación

Después de la liberación de los campos de concentración del Alemania nazi en 1945, existían asociaciones de ex prisioneros bajo el nombre de cada campo de concentración respectivo, organizadas como comités o amicales (círculos de amigos) en muchos lugares. Normalmente, los prisioneros se organizaban según su lengua materna como parte de los liberados, formando comités nacionales. Tales asociaciones de ex prisioneros también se encontraban en los sitios de antiguos campos de trabajo forzado. En los años 1950, antes de que surgiera el concepto de cultura del recuerdo, en Alemania Occidental y Austria, la superación del pasado en el sentido más común implicaba el olvido de los eventos de la era nazi y especialmente del Holocausto. La influencia de estas asociaciones de ex prisioneros, en gran medida, no trascendió más allá de sus miembros.

## La liberación de los campos
La mayoría de los campos de trabajo forzado y campos de concentración fueron liberados por los Aliados a partir de enero de 1945. Además de proporcionar atención médica y alimentos a los prisioneros liberados, en su mayoría se les concedió el derecho de organizar por sí mismos su futuro hasta su repatriación a sus países de origen. Así surgieron numerosos comités de campo, inicialmente encargados de enfrentar los desafíos de sobrevivir en un país derrotado por los vigilantes y las fuerzas armadas enemigas. En ningún lugar fueron bienvenidos por la población alemana. Solo en unos pocos lugares los liberados pudieron encontrar responsables de sus condiciones de detención. Por lo general, los miembros de las SS se habían retirado antes de la llegada de las potencias vencedoras.

## Comité Internacional del Campo de Concentración de Buchenwald
El Comité Internacional del Campo de Concentración de Buchenwald fue un órgano conspirativo formado por prisioneros del campo de concentración de Buchenwald antes de su liberación. Tras la liberación, surgió la Asociación de Trabajo del Campo de Concentración de Buchenwald-Dora e.V. (LAG), que agrupaba a prisioneros políticos alemanes de los campos de concentración de Buchenwald, Dora y sus subcampos. En la República Federal de Alemania, fue parte de la Asociación de Perseguidos del Régimen Nazi, y en la República Democrática Alemana se organizó dentro del Comité de Luchadores Antifascistas. Hoy en día, forma parte de la Asociación de Perseguidos del Régimen Nazi - Liga de Antifascistas (VVN-BdA) y de la Federación Internacional de Luchadores de la Resistencia (FIR). 

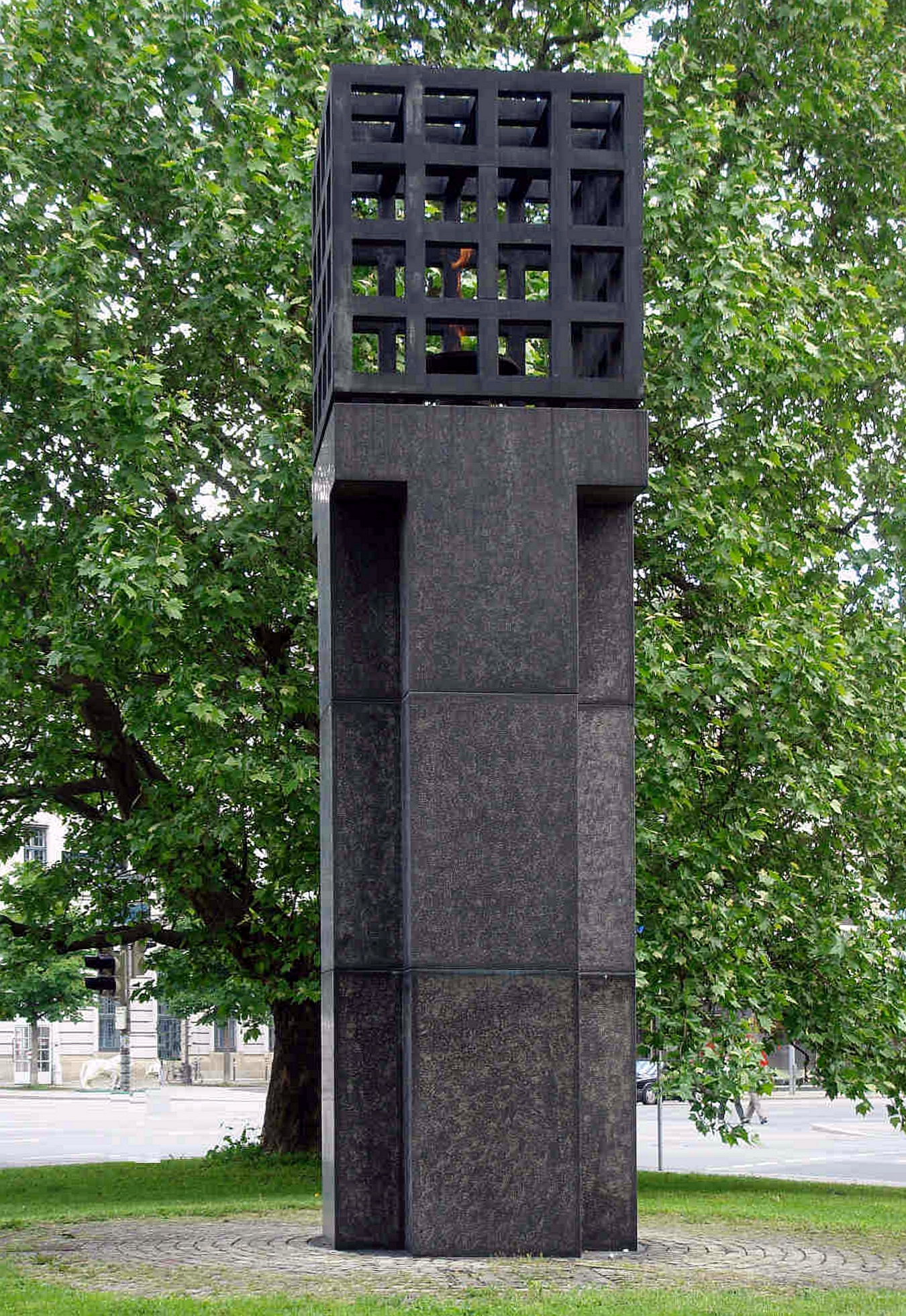
El monumento de A. Sobeck, 1985, Munich, distrito Altstadt-Lehel

Fue en 1990 cuando antiguos prisioneros de Dora de Francia, Bélgica y Chequia, iniciados por Jacques Brun (1921-2007), fundaron el Comité Europeo Dora, Ellrich, Harzungen et Kommandos "Pour la Mémoire" (donde "Kommandos" se refiere a los campos subsidiarios o subcampos asociados). Hasta 1996, Brun fue secretario general del comité, establecido para mantener viva la memoria de los crímenes cometidos en el campo de concentración de Mittelbau-Dora a nivel internacional. En 1995, Jacques Brun inició la creación de la asociación "Juventud por Dora", llamando a los jóvenes a continuar el trabajo de memoria contra el olvido de los crímenes nazis. 

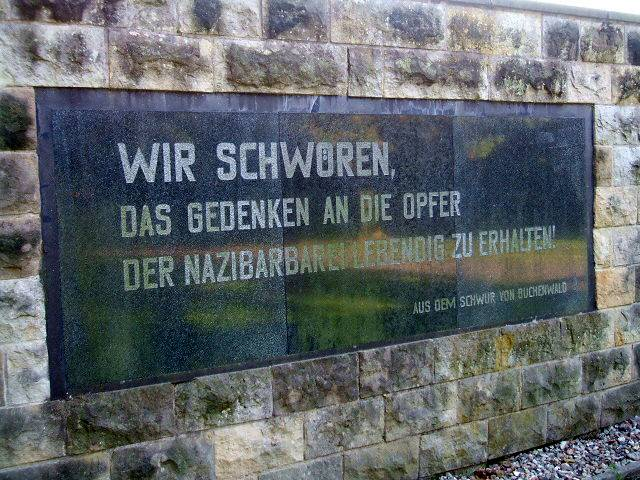
Recuerdo en el cementerio central de Stralsund

## Otros comités
Comité Internacional de Sachsenhausen
- Comité Internacional de Rombergpark
- Comité Internacional de Ravensbrück
- Asociación de Campo de Ravensbrück/Amigos del Círculo e.V.
- Asociación de Campo de Ravensbrück de Austria y Amigos
- Amicale de los Deportados Tatuados del 27 de abril de 1944 (Llegada a Auschwitz-Birkenau)[4]
- Amicale de Châteaubriant
- Campo de Concentración de Dachau - Comité Internacional de Prisioneros (activos antes de la liberación), Comité Internacional de Dachau, Amicale de los antiguos de Dachau

- Amicale del Tren Fantasma (Llegada a Dachau el 28 de agosto de 1944)[5]

- Campo de Concentración Ebensee - Comité de Prisioneros Polacos
- Amicale del Campo de Gurs
- Amicale de los Sobrevivientes del Lager de Trabajo Educativo (AEL) - Lager de Trabajo Educativo Heddernheim
- Amicale de Mauthausen
- Amicale de los Deportados y Familias de Desaparecidos de Natzweiler-Struthof y sus Kommandos, François Faure
- Amicale Internacional del Campo de Concentración Neuengamme
- Amicale de Ravensbrück[6]
- Amicale de los Deportados de Sachsenhausen
- Amicale de Oranienburg-Sachsenhausen[7]
- Amicale Nacional de los Stalags XVIII

Posteriormente se fundaron asociaciones de coordinación a nivel de campamentos, por ejemplo:
- La Asociación Alemana de los Perseguidos del Régimen Nazi (VVN-BdA e.V., 1947)
- La Federación Internacional de los Resistentes (FIR) es una organización internacional que agrupa a asociaciones de luchadores antifascistas contra el régimen nazi, con sede en Berlín desde 1951.
- La Fundación Francesa para la Memoria de la Deportación, París (fundada en 1990)

## Miembros destacados de los comités de campo
- Esther Bejarano  (1924 - 2021) formó parte de la Orquesta de Mujeres en Auschwitz. y a la lucha contra el racismo y el antisemitismo.
- Jean-Aimé Dolidier (1906–1971), sindicalista francés y superviviente de Neuengamme. Fue presidente de la Amicale Internationale de Neuengamme y miembro de la comisión del sitio conmemorativo que estableció un monumento allí en 1953.
- Margot Friedländer (n.1921) superviviente del Holocausto alemán en el Gueto de Theresienstadt, ha publicado autobiografías.
- Hermann Langbein (1912–1995), luchador de la resistencia austriaca contra el nazismo e historiador. Mientras estuvo en confinamiento, lideró grupos de resistentes en varios campos de concentración. Después de 1945, fue Secretario General del Comité Internacional de Auschwitz y más tarde secretario del Comité International des Camps. A mediados de la década de 1960, junto con Fritz Bauer, desempeñó un papel importante en los Juicios de Auschwitz de Frankfurt.
- Anita Lasker-Wallfisch (n.1925) superviviente del holocausto; formó parte de la Orquesta de Mujeres en Auschwitz.
- Max Mannheimer (1920 - 2016) Sobreviviente del Holocausto en el campo de concentración de Dachau, a partir de 1986 comenzó a hablar sobre sus experiencias a manos de los nazis, dando charlas a jóvenes y adultos, en escuelas y universidades. Mannheimer ganó muchos honores y premios por su trabajo.
- Edmond Michelet (1899-1970), Presidente del Centro Europeo de Documentación e Información de 1962 a 1964. Sirvió bajo De Gaulle y otros como Ministre des Anciens combattants (Ministro de Antiguos Combatientes).
- Oskar Müller, Lagerältester en Dachau, más tarde primer ministro de Trabajo en Hesse.
- Harry Naujoks (1901–1983) – Lagerältester y cronista de Sachsenhausen.[4]
- Marcel Paul (1900–1982), sindicalista francés, miembro del parlamento francés y superviviente de Buchenwald. Junto con Henri Manhès, fundó una organización francesa, la Federación Nacional de Deportados e Internados Resistentes y Patrióticos en octubre de 1945.
- Marie-Claude Vaillant-Couturier, resistente de la Résistance, testigo en Auschwitz-Birkenau y en los Juicios de Núremberg.

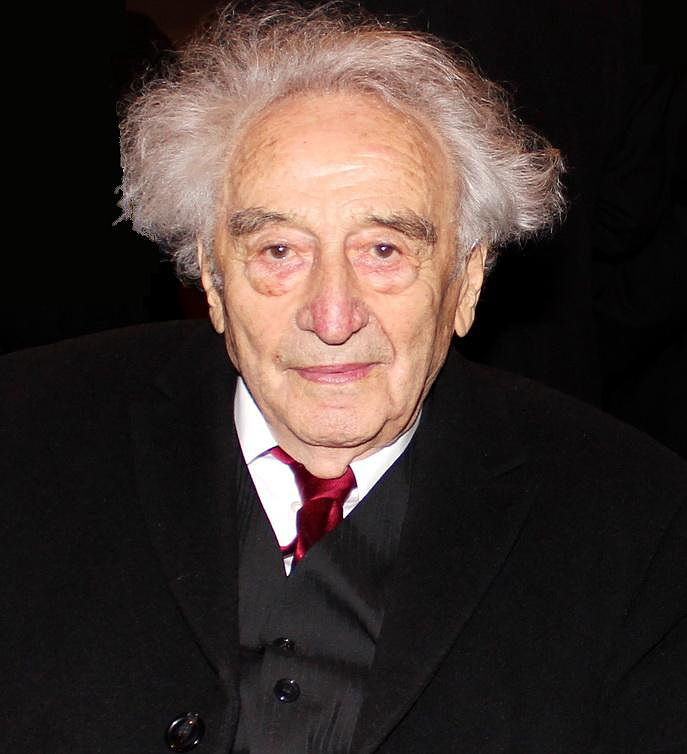
Max Mannheimer en 2014
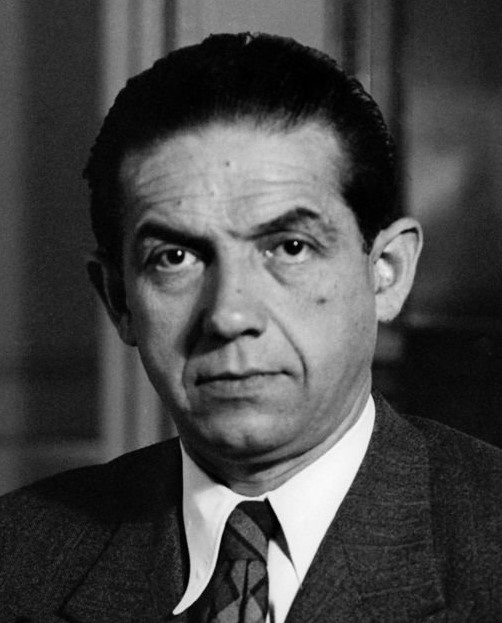
Edmond Michelet en 1960
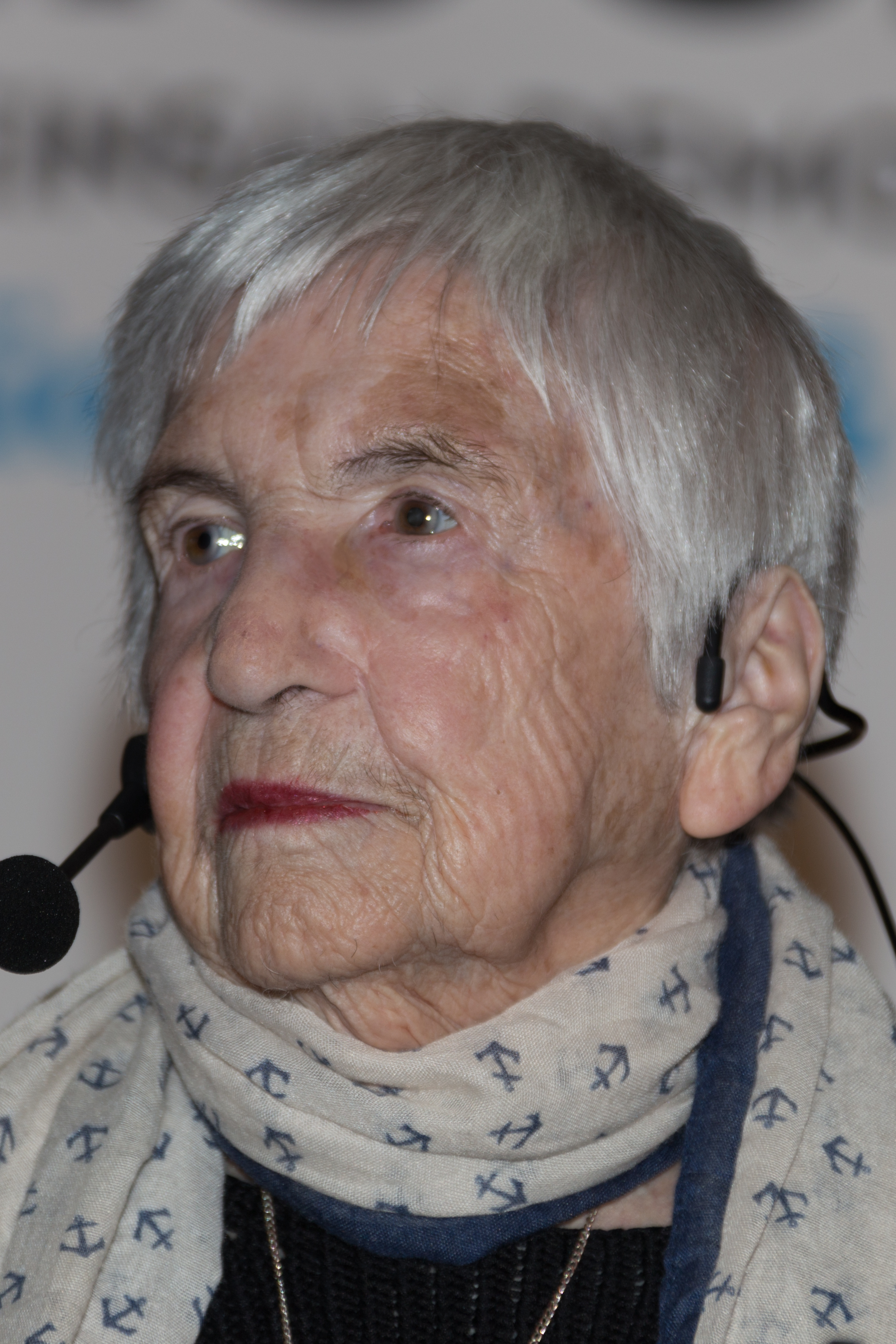
Ester Bejarano en 2018
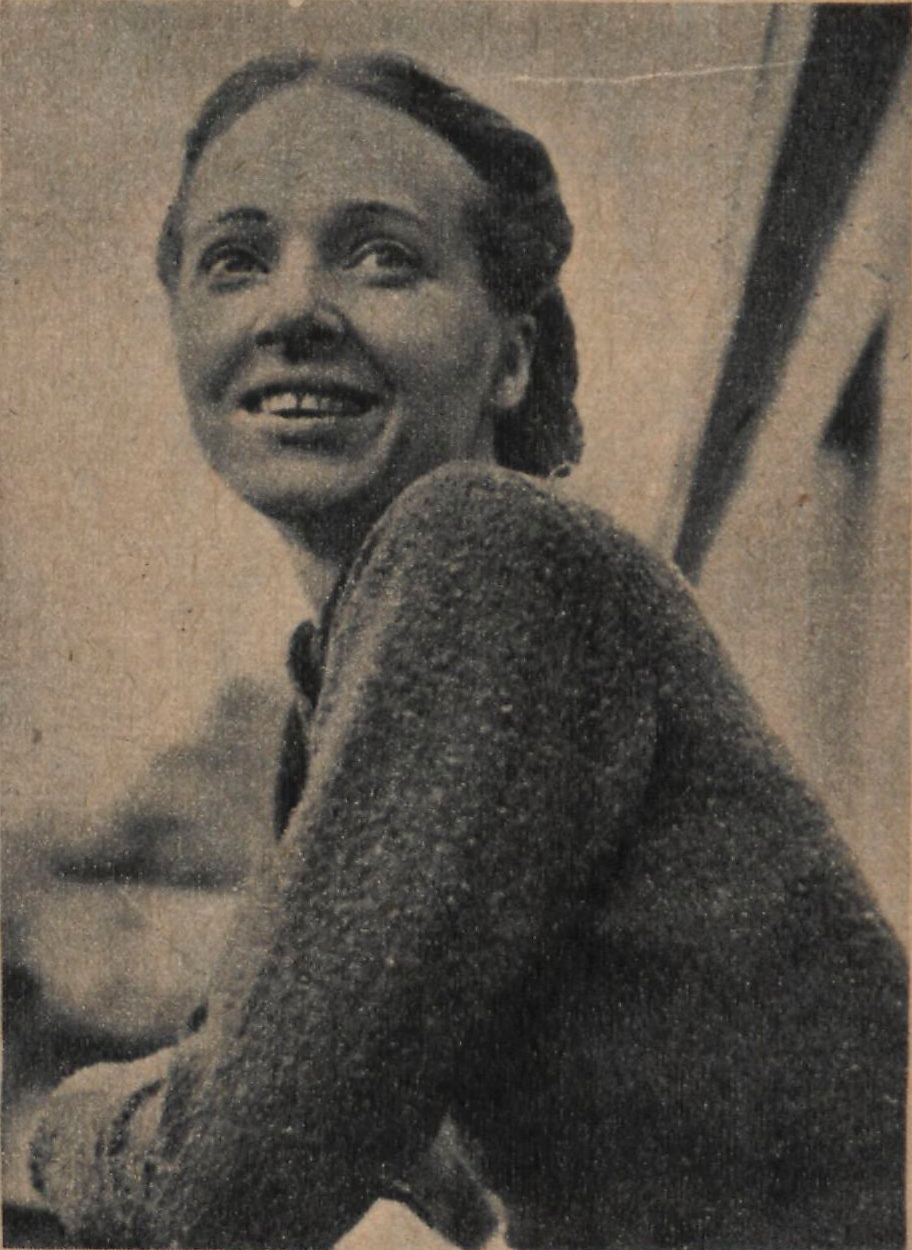
Marie Claude Vaillant en 1946
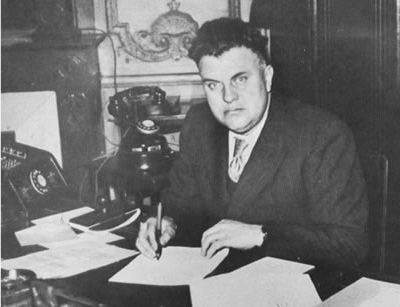
Marcel Paul en 1946
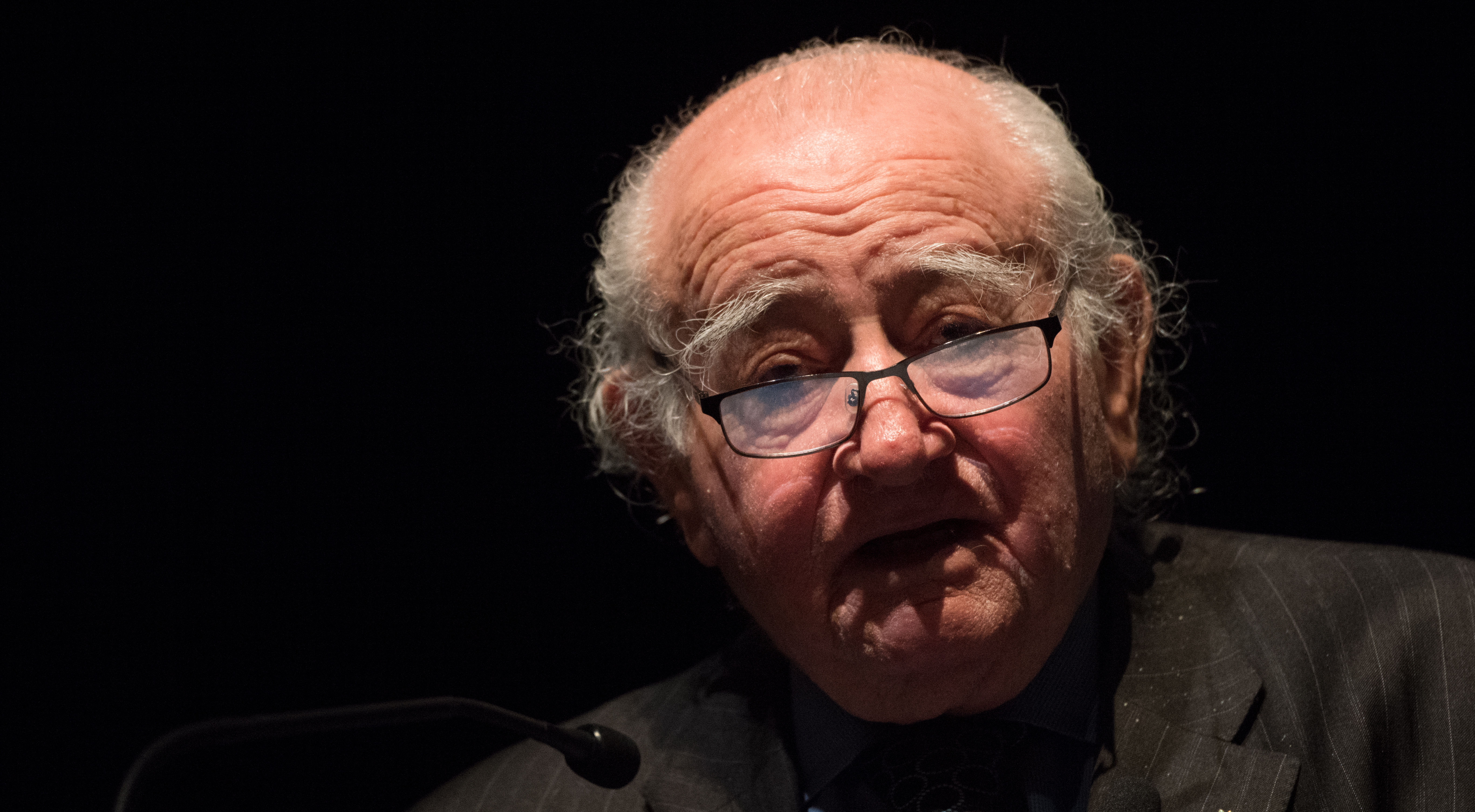
Roman Kent en 2017
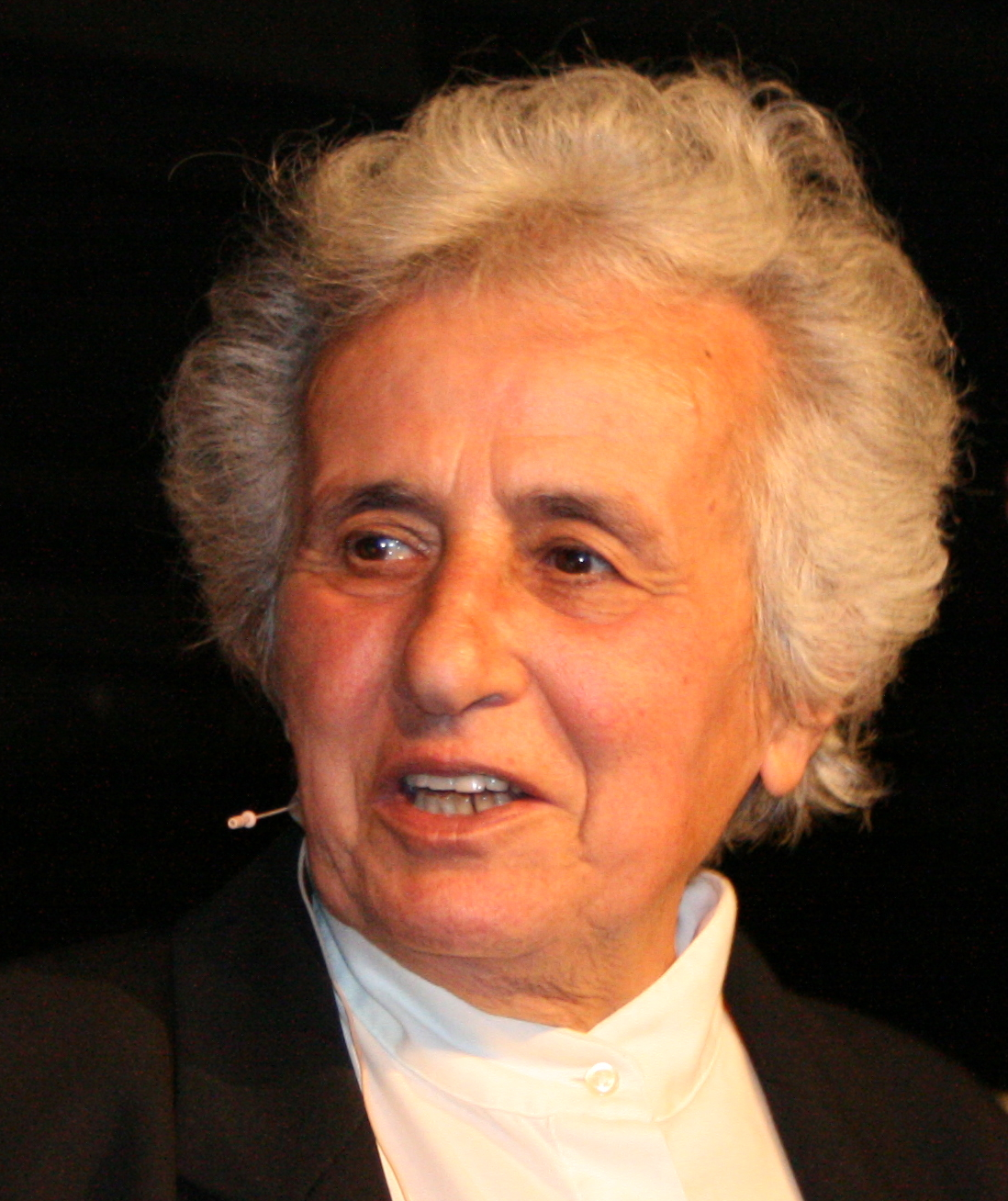
Anita Lasker-Wallfisch en 2007
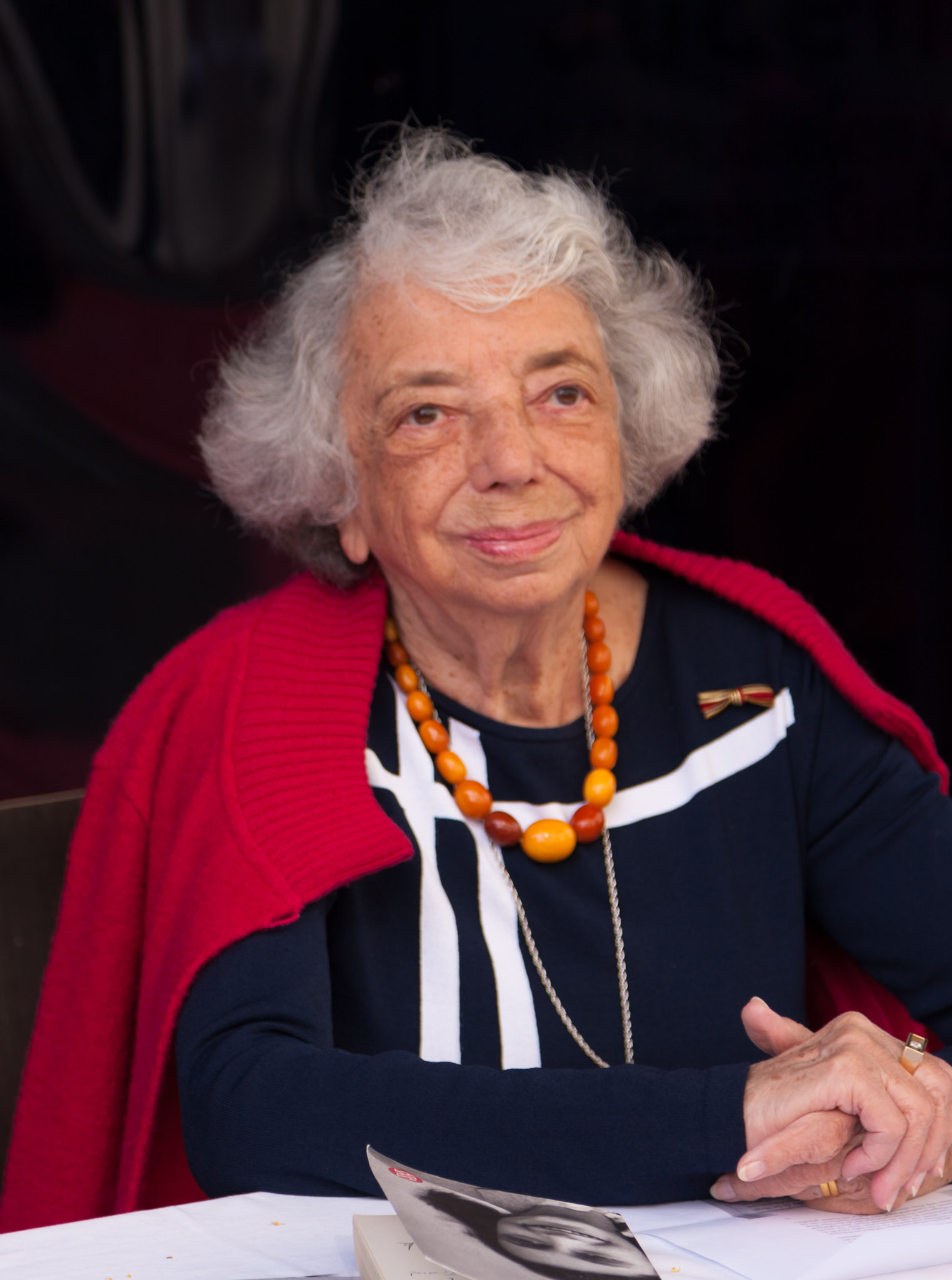
Margot Friedländer en 2012

## Cambio generacional
Desde su fundación, el objetivo de los comités y asociaciones ha sido transmitir el recordatorio contra la guerra y la esclavitud a las generaciones futuras. Con el paso de las décadas y el envejecimiento y fallecimiento de los sobrevivientes y sus familiares más cercanos, estos grupos se enfrentaron al desafío de encontrar una solución que no estuviera ligada personalmente a los sobrevivientes de entonces. Por lo tanto, muchas de estas asociaciones han ampliado o modificado sus estatutos para permitir que las responsabilidades de liderazgo sean asumidas también por personas más jóvenes o por instituciones, en el marco de este cambio generacional. Un ejemplo de esto es la Fondation pour la Mémoire de la Déportation (Fundación para la Memoria de la Deportación), establecida en 1990 bajo el patrocinio del respectivo presidente de Francia. Las comunidades de ex prisioneros alemanes y austriacos (Auschwitz, Bergen-Belsen, Buchenwald, Dachau, Mauthausen, Moringen, Neuengamme, Ravensbrück, Sachsenhausen, Sachsenburg) están unidas en una red informal (sin estructura de asociación) y desde 2019 se presentan públicamente con su propio sitio web.